# Efecte de la tecnologia educativa

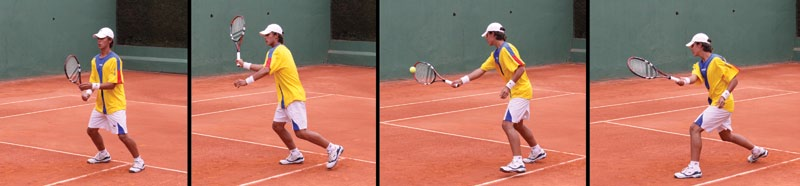
Una classe d'Educació física presencial

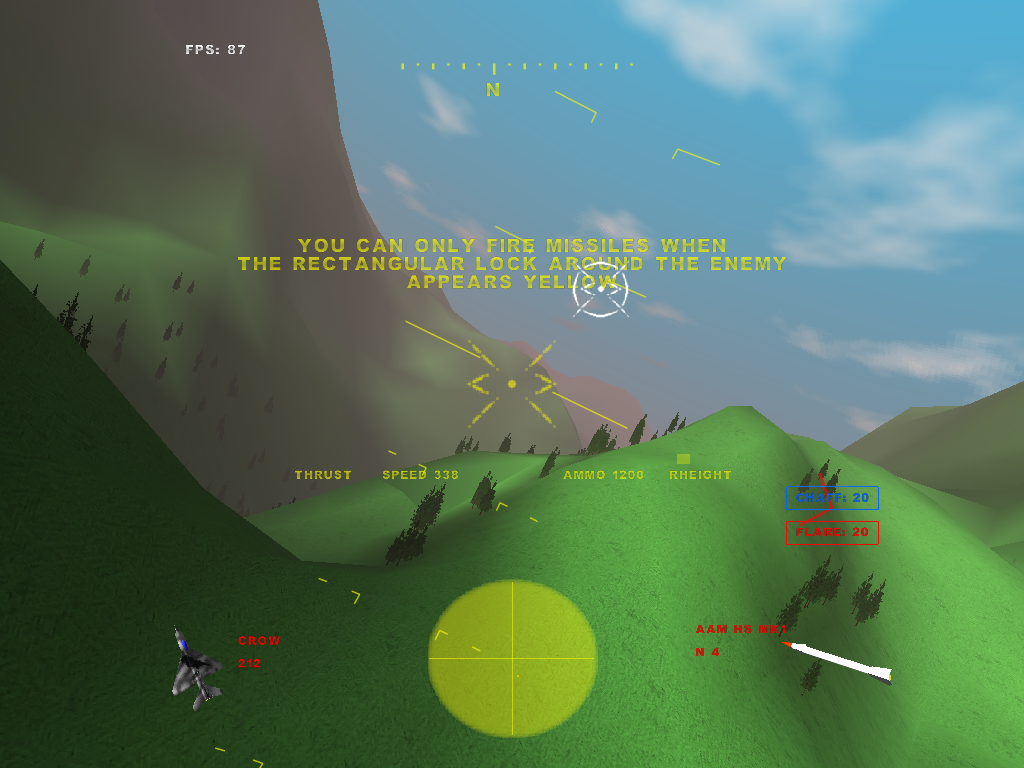
Ús d'un videojoc per a la classe d'Educació física

L'ús de la tecnologia en els processos d'ensenyament-aprenentatge és una tendència creixent en els últims anys. Com sembla obvi, podem dir que les TIC han permès una més bona interacció en l'educació a distància, i no se'n pot entendre l'evolució sense aquestes tecnologies.
Un efecte evident de la tecnologia en l'educació a distància és que ha permès millorar les oportunitats d'interacció en l'ensenyament a distància (o híbrid), que en models precedents, com l'ensenyament per correu o l'atenció telefònica, era més limitada. D'altra banda, en alguns casos, hi ha diferents elements tecnològics aplicats a l'educació que permeten el desenvolupament de noves tècniques d'ensenyament, però en la majoria d'aquests casos són tècniques que ja es podien fer sense tecnologia que hi estigués associada.
Per exemple, un professor d'Educació física pot utilitzar un videojoc de tenis perquè l'alumnat aprengui el que és necessari en el joc en la realitat. Recolzats en el videojoc, es pot ajudar els estudiants a dissenyar diferents estratègies, que els permetran ser més competents a l'hora d'enfrontar-se al joc. Un benefici obvi d'aquest ús és que permet practicar i aprendre sense haver de tenir el professor al davant o de reservar la pista. Tot i això, l'activitat duta a terme és en aquest cas la mateixa que en el d'una activitat física real equivalent. Per això ens hem de preguntar quin és l'efecte de la tecnologia en aquest cas, més enllà de la conveniència de la recreació virtual. En altres casos, però, els videojocs s'utilitzen de maneres que és difícil que es puguin reproduir en una situació mitjançada per la tecnologia. Quin és l'efecte en cadascun dels casos? 
No només es tracta d'afegir dispositius electrònics entesos com a “objectes físics”, sinó que pren especial rellevància la usabilitat que en fem d'aquests: per tal que el fet d'introduir les TIC en l'ensenyament comporti una millora en el procés d'aprenentatge de l'alumne, s'han de tenir clares les intencions, els objectius i els elements tecnològics que comportin millores en aquest procés, partint d'una base de fonamentació educativa sobre el disseny de l'activitat.
Així doncs, quan s'introdueix una nova tecnologia o s'ha de decidir sobre la manera d'ensenyament per a una experiència educativa, els dissenyadors ens hem de preguntar fins a quin punt la tecnologia és un factor significatiu en la millora dels resultats d'aprenentatge, més enllà de considerar simplement el que permet l'aprenentatge en horaris diferents i emplaçaments distants, o que simplement facilita i fa més ràpides les mateixes tasques que es duien a terme d'una altra manera. D'altra banda, la consideració dels efectes depèn de quines variables s'utilitzen per a calcular els resultats, i també depèn dels factors d'entrada, sobretot els participants i el context. Per això, és important considerar alguns elements clau a l'hora de fer l'anàlisi de l'efecte d'un determinat component de tecnologia educativa.

## Característiques
La tecnologia educativa es caracteritza per:
- Estar conformada per un conjunt de regles.
- Tenir un base teòrica.
- Tenir un camp on operar.
- Dur a terme innovacions tecnològiques progressives, estant al dia dels canvis tecnològics que succeeixen.
- Suposa el sorgiment de noves competències tecnològiques.
- Ofereix la possibilitat de trobar noves vies d'aprenentatge fora de les institucions formals.
- Neix la necessitat de la formació continuada.
- Apareixen nous entorns d'aprenentatge i models pedagògics.

## El fenomen de la "no-diferència significativa"
Una crítica freqüent a l'aplicació de l'aprenentatge electrònic (e-learning) és que un estudiant aprèn més bé en el context d'una classe presencial que no pas a distància. Potser és així en alguns casos concrets, però una resposta informada requereix examinar la recerca en l'àrea. En l'última dècada, s'han fet literalment milers d'estudis sobre aquest tema. Thomas Russell va reunir el 2001 centenars d'estudis sobre aquesta qüestió i els va analitzar en conjunt. L'anàlisi va mostrar que en la majoria dels casos no es troba "cap diferència significativa" (per això el nom de no significant difference phenomenon) entre els resultats obtinguts a distància o per via d'aula presencial. Hi ha molts estudis posteriors que han mostrat resultats semblants. Encara que els estudis de Russell fan referència a educació a distància (que no és necessàriament aprenentatge electrònic), la hipòtesi amb què treballa és traslladable a l'ensenyament pel Web. De fet, aquests estudis confirmen la hipòtesi de Richard Clark (1983) segons la qual el mitjà (delivery medium) no té un efecte determinant en l'aprenentatge.
Malgrat això, aquests estudis se centren a avaluar la modalitat en línia (mitjançada per la tecnologia) i la convencional, a igualtat de la resta de les condicions de l'aprenentatge. És a dir, considerant materials i dissenys instruccionals semblants. Així i tot, no reflecteixen com l'ús de la tecnologia pot habilitar noves formes d'interacció i aprenentatge que són molt difícils i costoses de desenvolupar en l'ensenyament sense tecnologia, o bé són completament noves i específiques de l'ús de les tecnologies.
Fa poc, un estudi de l'Stanford Research Institute (SRI) s'acabava amb el paràgraf següent:
| The corpus of 50 effect sizes extracted from 45 studies meeting these criteria was sufficient to demonstrate that in recent applications, online learning has been modestly more effective, on average, than the traditional face-to-face instruction with which it has been compared. It should be noted, however, that this overall effect can be attributed to the advantage of blended learning approaches over instruction conducted entirely face-to-face. Of the 11 individual studies with significant effects favoring the online condition, 9 used a blended learning approach. |

En conclusió, avui dia no tenim cap evidència forta a favor (ni en contra) que l'ensenyament en línia, presencial o híbrid presenti en general avantatges pel que fa als resultats de l'aprenentatge. Això vol dir que el valor de la tecnologia s'ha de buscar actualment en altres elements diferenciadors.
Així i tot, els estudis que s'han revisat en les anàlisis que hem esmentat fan referència a ensenyament en línia mitjançant sistemes de gestió d'aprenentatge que podem anomenar “convencionals”, i això podria canviar en el futur per diferents factors, sia per noves eines, per continguts en línia més bons o per altres factors que impliquin un canvi en el mitjà d'ensenyament en línia com avui l'entenem. Per això, l'afirmació que la tecnologia educativa que funciona amb l'aprenentatge electrònic no té un impacte en l'aprenentatge per se només pot tenir una contestació provisional, i s'ha de revisar de manera continuada.
També és important tenir en compte que, en el futur, la generació de nadius “digitals” pugui obtenir un benefici més gran de l'ensenyament en línia, ja que tenen capacitats distintes de les de la població analitzada en els estudis esmentats. O bé l'impacte de l'ús de les xarxes socials i els continguts generats pels usuaris en la web podria marcar aquest factor diferencial en el mitjà que encara no s'ha trobat en els estudis precedents.

## Diferències depenent de les variables resultat
El primer element que s'ha de tenir en compte en l'avaluació de l'efecte de la tecnologia són les variables resultat. En la majoria dels casos, els estudis que contrasten dues variants, és a dir, la mateixa situació "amb" tecnologia i "sense" tecnologia, solen utilitzar els resultats finals com a variable, és a dir, algun mesurament del coneixement o les competències adquirides. Això és relativament fàcil de calcular i es dona en els casos d'educació formal, en els quals hi ha una avaluació sumatòria al final de l'experiència, sia un examen o test o algun altre tipus d'avaluació.
Així i tot, hi ha altres aspectes que s'han de tenir en compte a l'hora d'avaluar l'efecte de la tecnologia. Entre aquests aspectes, els dos següents són els que es troben de manera més freqüent:
- Satisfacció subjectiva dels participants. Aquest és el cas de les avaluacions relacionades amb l'experiència subjectiva dels participants, al marge dels resultats formals. En aquest sentit, l'ús d'un videojoc pot introduir un element subjectiu d'identificació o proporcionar una experiència més "divertida" encara que els resultats no siguin més bons. Aquests elements, però, poden influir en la motivació i tenir un efecte a mitjà termini.
- Variables secundàries. Un exemple d'aquest tipus és el creixement del "sentiment de pertinença" a una comunitat d'aprenentatge. Aquest tipus de variables no estan relacionades amb els resultats d'aprenentatge, però tenen un valor intrínsec per a les institucions o per a la continuïtat de l'aprenentatge a mitjà termini. També pertanyen a aquesta categoria les competències transversals com les competències socials, que de vegades no es consideren un resultat del disseny de l'experiència, però s'adquireixen de manera més eficaç amb unes tècniques que no pas amb unes altres.

## Diferències depenent dels participants i el context
Quan es planteja l'ús de les TIC, cal tenir en compte que les qualitats de la tecnologia per si mateixes no determinen el resultat de les activitats d'aprenentatge en línia. En canvi, les capacitats i actituds dels usuaris (aprenents) són un element clau. Per això, és ben possible que l'ús d'una mateixa tecnologia tingui èxit i sigui acceptada per usuaris en un determinat context, i fracassi en un altre de diferent. Això fa que considerem l'ús de la tecnologia en relació amb els usuaris.
Hi ha dues teories importants que s'han de tenir en compte en l'aprenentatge electrònic respecte a les diferències dels usuaris i el context.

### Els models d'acceptació de la tecnologia en l'aprenentatge electrònic
Els models d'acceptació de la tecnologia miren d'explicar la intenció d'ús de la tecnologia d'acord amb dos elements fonamentals: la facilitat d'ús i la utilitat percebudes. Aquests models permeten, per a una situació determinada, estudiar la influència de cadascun d'aquests factors, o d'uns altres que hi influeixin. A la pràctica, aquests models ens indiquen que cal considerar aquests dos aspectes de manera separada, ja que una interfície pobra pot malbaratar una experiència d'aprenentatge electrònic encara que els usuaris estiguin motivats. De la mateixa manera, una bona interfície no garanteix l'èxit, ja que hi poden haver altres aspectes relacionats amb la utilitat percebuda que hi influeixin negativament.

### El canvi dels "immigrants" als "nadius" digitals
El fet que hi hagi diferents persones que tinguin diferents nivells de competència amb l'ús de les TIC és òbviament un aspecte que s'ha de considerar a l'hora d'estudiar l'efecte de la tecnologia educativa. En un sentit general, se sol sostenir la hipòtesi que la falta de competència amb les TIC és un element inhibidor que s'ha de tenir en compte.

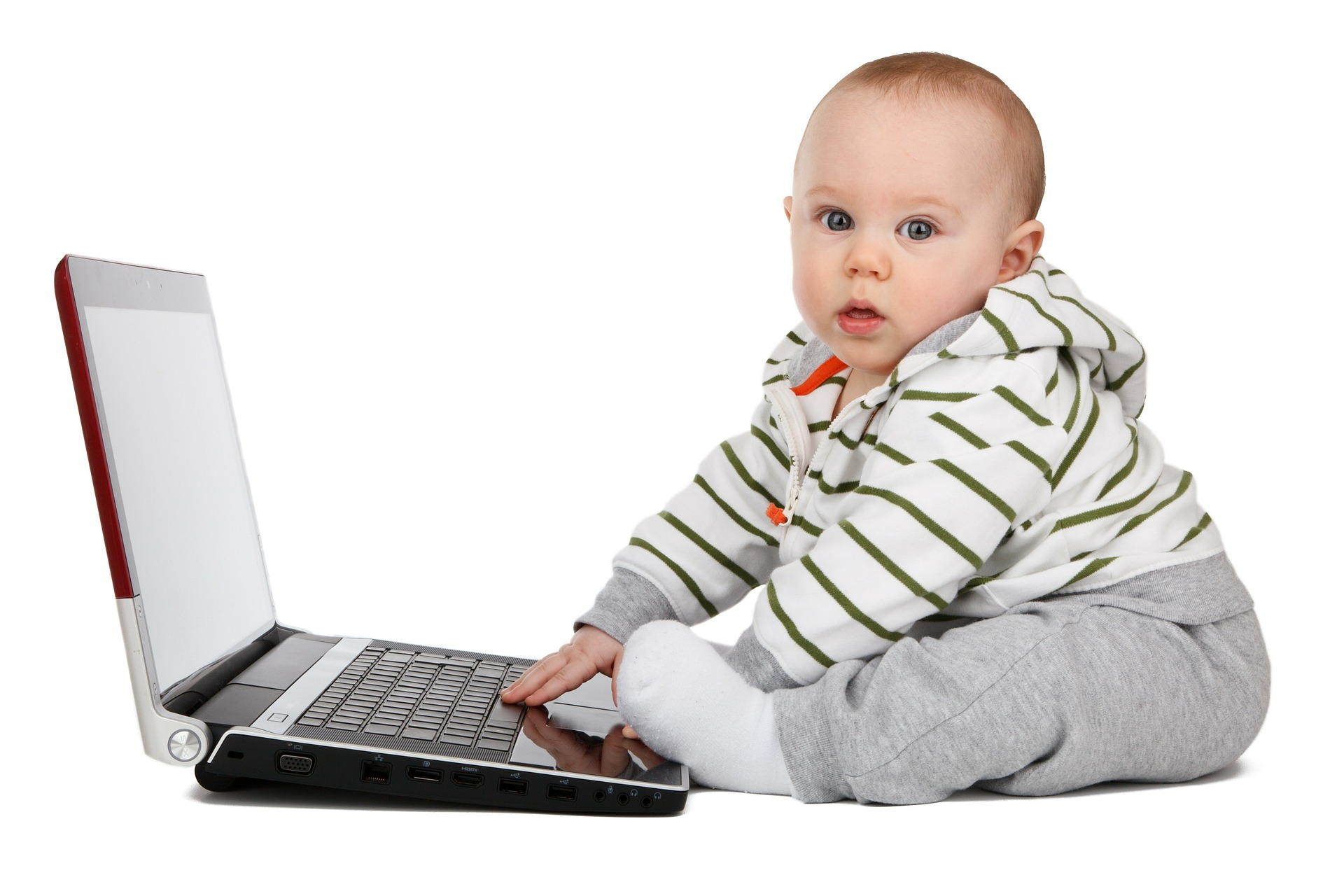
Exemple de Natiu digital (Imatge lliure de drets)

L'anomenada teoria dels nadius digitals postula que les persones nascudes en dates en què les TIC ja eren d'ús comú (en els països avançats) tenen unes capacitats diferenciades de les de les persones que van néixer abans i van aprendre l'ús de les TIC de més grans (els "immigrants digitals"). La principal diferència entre ells és el nivell de familiaritat que tenen amb Internet (domini i/o coneixement).
Per tant, el disseny de la TE ha de tenir en compte les característiques dels usuaris objectius i el conjunt d'habilitats i usos comuns dels usuaris TIC, ja que les capacitats tècniques dels usuaris determinen l'èxit o acceptació de la tecnologia educativa. Per exemple, l'ús d'un blog per a donar suport a diaris personals en una experiència educativa tan sols és aplicable amb la suposició que els participants són capaços de gestionar el seu blog i coneixen l'estil de comunicació del blogging. En cas que no s'estableixi una valoració prèvia de les característiques dels usuaris, podria donar-se el cas que algunes de les eines tecnològiques dificultessin o endarrerissin el procés d'aprenentatge dels que avui en dia anomenem, immigrants digitals. Veiem doncs que és important tenir en compte aquests factors a l'hora del disseny i avaluació de les eines a emprar en un context d'ús de la Tecnologia Educativa.
Prensky (2010) ens indica quins són els trets característics que diferencien els immigrants digitals dels nadius.
Per una banda, dels nadius digitals podem dir que: 
- Volen rebre la informació de forma àgil i immediata.
- Se senten atrets per les multitasques i processos paral·lels.
- Prefereixen els gràfics enlloc dels textos.
- S'inclinen pels accessos a l'atzar (des dels hipertextos).
- Funcionen millor i rendeixen més quan treballen a la Xarxa.
- Tenen consciència que van progressant, fet que els reporta satisfacció i recompensa immediata.
- Prefereixen instruir-se de forma lúdica a embarcar-se en el rigor del treball tradicional.

En contraposició, tal com explica Prensky (2010) els immigrants digitals apliquen una instrucció més lenta i pas a pas. Seguint un ordre marcat. Es tracta d'un procés més tradicional, el qual van rebre quan eren petits.
En aquest sentit i veient l'escletxa digital i generacional existent, Prensky explica que metodològicament, els professors que s'emmarcen dins dels immigrants digitals, han d'aprendre a comunicar-se amb els alumnes a partir d'un llenguatge i un estil comú. Aquest canvi metodològic dins l'aula també implica un canvi de continguts. En aquest sentit, Prensky ens parla de continguts d'herència (la lectura, escriptura, matemàtiques i pensament lògic, etc.) i continguts de futur (eiens i programari digital, l'ètica, política i sociologia, etc.).

## Resultats exògens als subjectes de l'aprenentatge
La discussió precedent ha descrit elements relacionats amb l'aprenent, els seus resultats i la seva experiència. No obstant això, a vegades, l'ús de la tecnologia també té un efecte en els professors i tutors que ha rebut poca atenció. Hi poden haver efectes com la motivació o la capacitat d'innovació en el disseny. D'altra banda, l'ús de tecnologia fomenta certes pràctiques que tenen un efecte potencial en la facilitació d'altres experiències d'aprenentatge futur. Un cas clar és el de l'elaboració de recursos digitals i la compartició oberta d'aquests recursos. Un efecte exogen que facilita és el de la reutilització d'aquests materials, que permeten beneficiar futurs participants en experiències semblants.

## Enllaços i bibliografia externa
- Area, M. (2012) Qué es la Tecnología Educativa. Universidad de La Laguna
- Guiteras, X. (2013) Nativos digitales VS inmigrantes digitales
- González, H.R. (2000). Las nuevas tecnologías y su impacto sociocultural y educativo. Educere, Informática Educativa, 10, 64-68.
- Marqués P. (2000). Funciones de los docentes en la sociedad de la información. Revista SINERGIA. 10:5-7.
- Prensky, M. (2010). Nativos e inmigrantes digitales. Institución educativa SEK.
- Olguín, Y.A., Estrella, A., Rodríguez, G i Monroy, L. (2011) Características de la tecnología educativa. [En línia] {{format ref}} http://amysol210.blogspot.com.es/2011/01/caracteristicas-de-la-tecnologia.html
- Tejedor, F. J i Valcárcel, A.G. (1996). "Perspectivas de las nuevas tecnologías en la educación". Madrid: Nárcea
- La Tecnologia Educativa: Conceptualització, línies d'investigació (Pere Marquès).
- Tecnologia Educativa: Evolució històrica i conceptualizació Arxivat 2015-11-06 a Wayback Machine.
- Monografias. Tecnología educativa.
- Efectos del acelerado desarrollo de la tecnología sobre la educación. Arxivat 2015-10-08 a Wayback Machine.
- Efectos de algunas tecnologías educativas digitales sobre el rendimiento académico en matemáticas.

## Activitat proposada
Efecte de la tecnologia educativa: activitat proposada